# Zaprionus orissaensis
Zaprionus orissaensis är en tvåvingeart som först beskrevs av Gupta 1972.  Zaprionus orissaensis ingår i släktet Zaprionus och familjen daggflugor. Inga underarter finns listade i Catalogue of Life.